# Parque del Horno Janney
El Parque del Horno Janney es un parque que rodea un histórico horno de piedra de quince metros de altura en Ohatchee, Alabama, Estados Unidos.

## Historia
El horno fue construido en 1863 por Alfred Janney para producir arrabio debido a la prevalencia del mineral de hierro en lo que hoy es el parque. Una redada de la Unión en julio de 1864 destruyó todo menos la chimenea de piedra, que aún permanece. El horno ahora está rodeado por el Memorial Confederado del Condado de Calhoun, construido por los Hijos de Veteranos Confederados en junio de 2003; y el Museo Confederado y Nativo Americano de 2009, que incluye artefactos de la Guerra de Secesión y de los Nativos Americanos que datan de la Edad del Hierro. El Memorial es el monumento confederado de granito negro más grande del mundo. El horno fue incluido en el Registro Nacional de Lugares Históricos en 1976.

## Galería

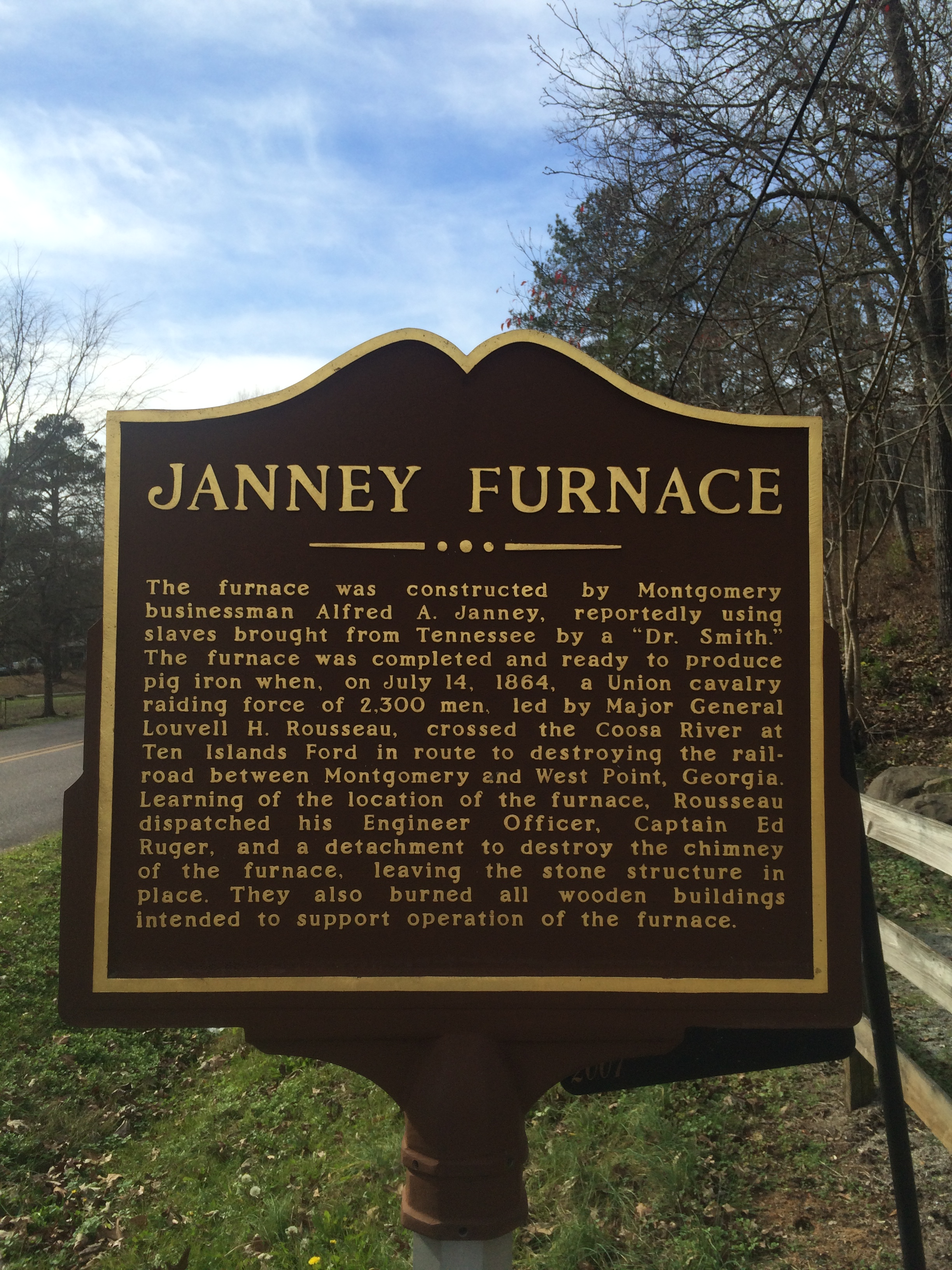
La placa descriptiva que indica la historia del Horno Janney.
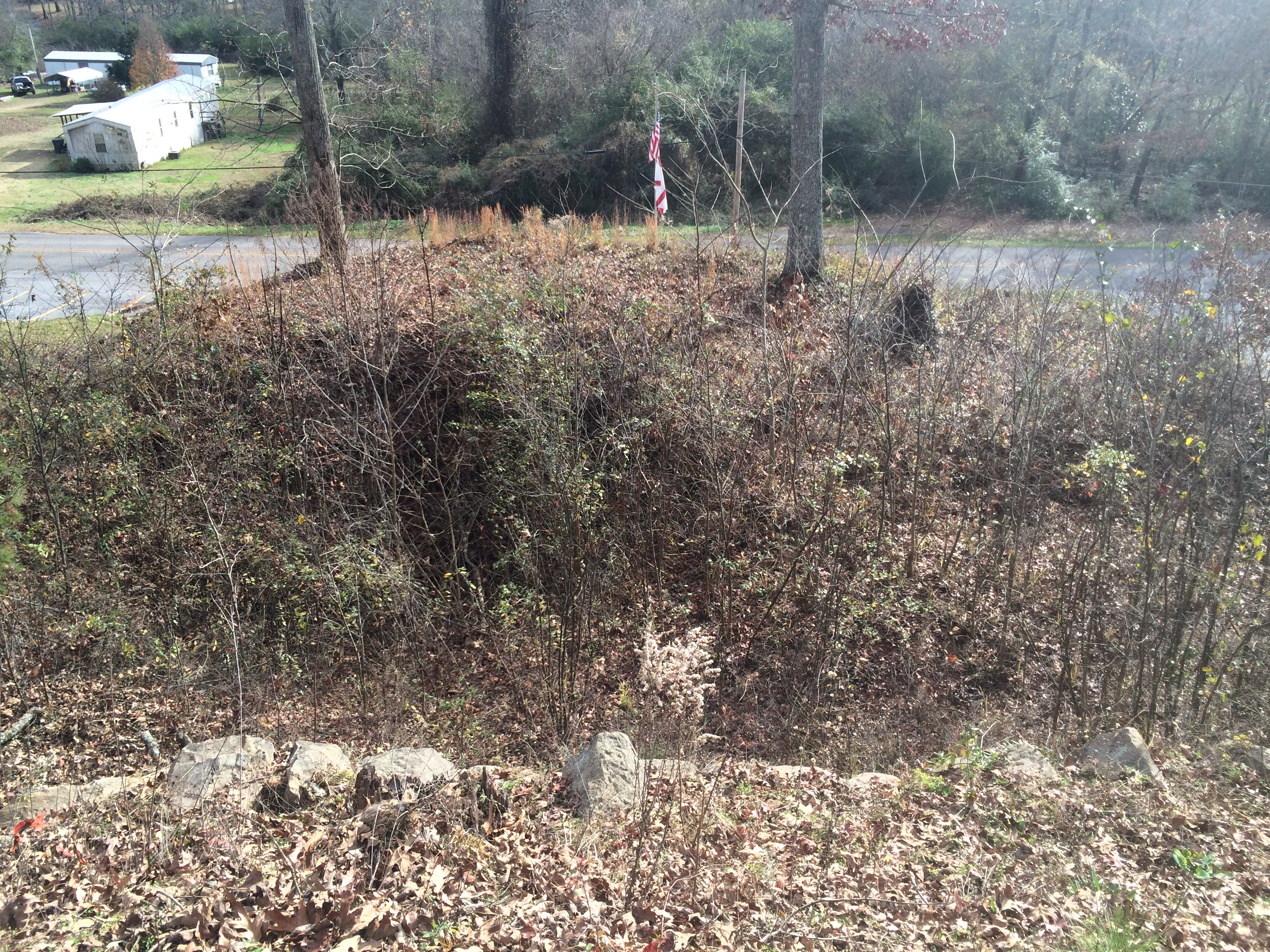
El depósito (anteriormente lleno de agua) en el parque. El agua de este depósito accionaba una máquina de vapor que hacía funcionar las olas para el horno. El depósito se excavó a mano.
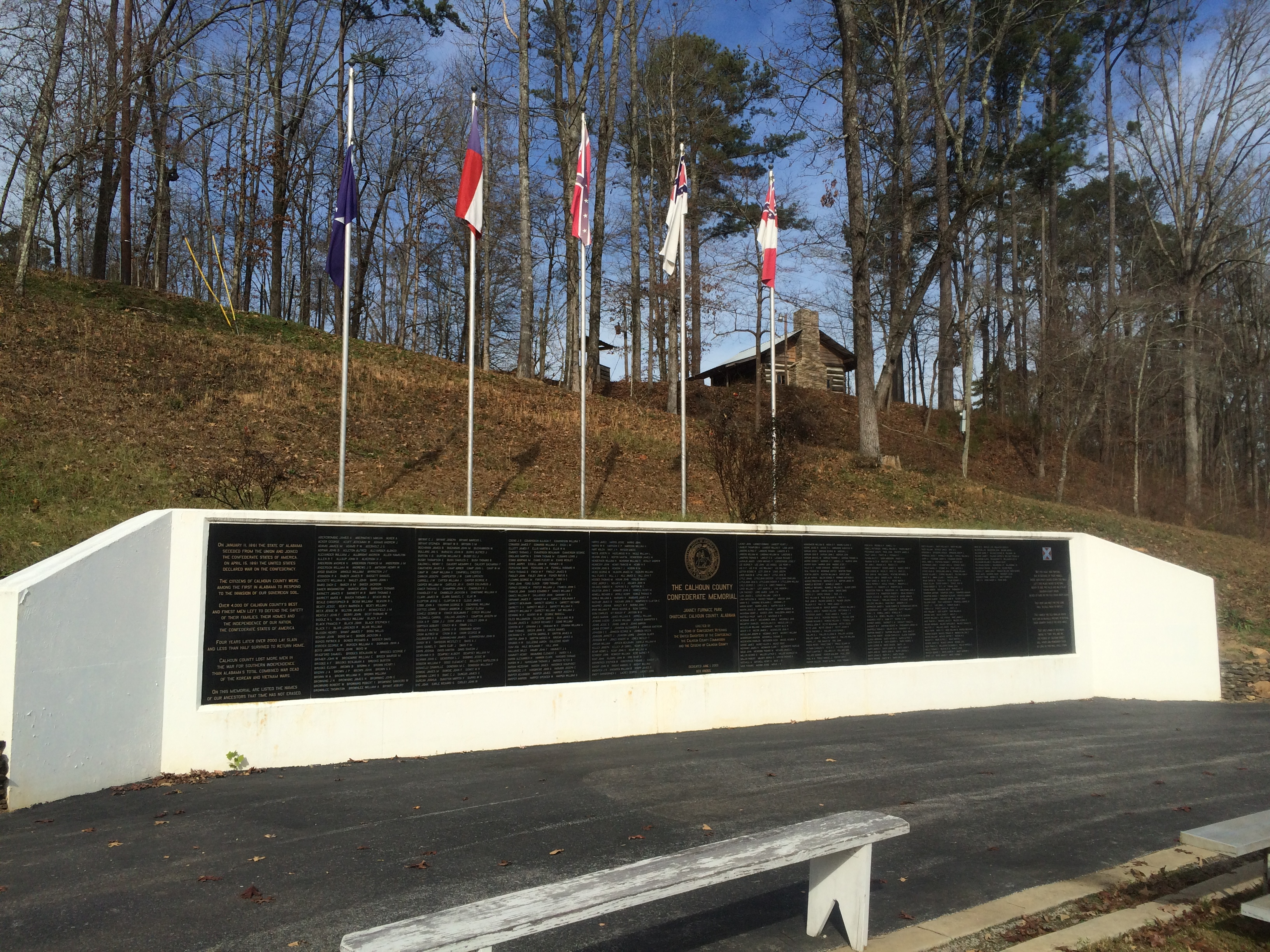
El monumento confederado del condado de Calhoun de granito negro en el parque.